# Unlimited (álbum de Shōta Aoi)
Unlimited (アンリミテッド lit. Ilimitado?) es el primer álbum de estudio del cantante y seiyū Shōta Aoi. Fue lanzado el 22 de abril de 2015 bajo el auspicio de la compañía Broccoli. El álbum fue lanzado en tres formatos; una edición normal (CD), una edición limitada A (CD + DVD) y una edición limitada B (CD + DVD). Unlimited contiene los sencillos Virginal, True Hearts y Himitsu no Kuchizuke, todos de los cuales fueron lanzados en 2014.

## Producción
Unlimited fue el primer álbum de estudio de Shōta Aoi en ser producido tras el lanzamiento del miniálbum Blue Bird dos años antes, siendo este también su álbum debut. Su título significa "ilimitado" o "sin límites", llamado así por el pensamiento de Aoi de que «nada es capaz de limitarme, siempre busco nuevas fuerzas». Aoi también ha dicho que la portada del álbum en la que se presenta a sí mismo en dos atuendos diferentes, uno de aspecto futurista y otra de aspecto añejo, fue con el propósito de expresar la dualidad de su pasado y su yo actual.

## Lista de canciones
| N.º   | Título                    | Escritor(es)        | Duración |  |
| 1.    | «Unlimited»               | Rucca               | 4:28     |  |
| 2.    | «Virginal»                | Noriyasu Agematsu   | 4:24     |  |
| 3.    | «Himitsu no Kuchizuke»    | Noriyasu Agematsu   | 4:50     |  |
| 4.    | «Sora wa Tomei na Chikai» | Aki Hata            | 4:30     |  |
| 5.    | «Setsuna Drop»            | Rucca               | 5:13     |  |
| 6.    | «Spilt Memories»          | Yoshikazu Kuwashima | 4:36     |  |
| 7.    | «Heaven!»                 | Rucca               | 3:30     |  |
| 8.    | «Touch tsu Take Toriko»   | Rucca               | 5:07     |  |
| 9.    | «True Hearts»             | Rucca               | 4:53     |  |
| 10.   | «No Weak – Yes Week»      | Rucca               | 3:44     |  |
| 11.   | «Tenshi no Inori»         |                     | 5:21     |  |
| 12.   | «Melodia»                 | Shōta Aoi           | 4:38     |  |
| 57:01 |                           |                     |          |  |